# Dünnschnabelgirlitz
Der Dünnschnabelgirlitz (Crithagra citrinelloides, Syn.: Serinus citrinelloides) ist eine Finkenart aus der Unterfamilie der Stieglitzartigen. Die Art wird gelegentlich in Europa als Ziervogel gehalten.
Es werden zwei Unterarten unterschieden. Die IUCN stuft den Dünnschnabelgirlitz als nicht gefährdet (least concern) ein.

## Beschreibung

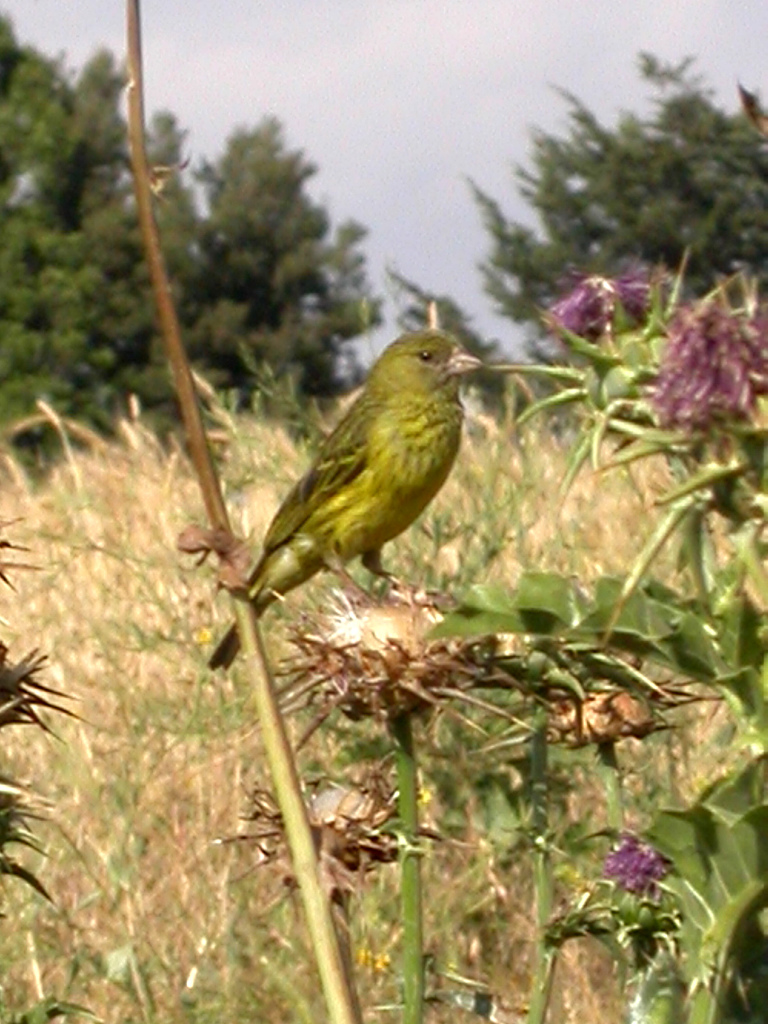
Weiblicher Dünnschnabelgirlitz

Der Dünnschnabelgirlitz erreicht eine Körperlänge von zwölf bis dreizehn Zentimeter. Das Männchen ist auf der Körperoberseite schwärzlich mit grün gesäumten Federn. Die Augenüberstreifen sind gelb, die Gesichtsmaske gräulich bis schwärzlich. Die Kehle ist weißgrau aufgehellt, die Körperunterseite ansonsten gelb mit einer dunklen Strichelung. Der Schnabel läuft spitz aus. Das Weibchen ist im Gesicht graugrün, die Brust und die Flanken sind gelblich mit einer grauen Strichelung. Die Rufe und der Gesang des Dünnschnabelgirlitz ähneln denen des Kanarengirlitz.

## Verbreitung und Lebensraum
Das Verbreitungsgebiet des Dünnschnabelgirlitz ist der Süden des Sudans sowie Äthiopien und Eritrea. Er ist ein Gebirgsvogel, der dort in den Hochlagen vorkommt. So ist er in Eritrea auf Hochebenen in Höhen zwischen 2.200 und 2.300 Metern lokal häufig. Vereinzelt kommt er sogar noch in Höhenlagen bis 2.750 Meter vor. Er ist teilweise ein sehr häufiger Vogel und besonders dort regelmäßig anzutreffen, wo Kosmeen und Pflanzen der Korbblütler-Gattung Aspilia häufig sind.
Seine Lebensräume sind offener Busch im Hochland, die Ränder und Lichtungen feuchter Waldgebiete sowie die Uferzonen von Seen und Flüssen. Außerdem hat er sich den menschlichen Siedlungsraum erschlossen und kommt in Feldern und Gärten vor.

## Lebensweise
Der Dünnschnabelgirlitz lebt überwiegend in kleinen Trupps von zehn bis 30 Individuen. Seine Nahrung sucht er überwiegend am Boden. Er pickt auch die Samen aus den getrockneten Blütenköpfen von Aspilia und Kosmeen. Samen befreit er geschickt mit dem Schnabel von ihrer Samenhülle. Neben den Samen von Korbblütlern frisst er auch Hirse und Grassamen sowie reife Beeren von Kordien, bestimmten Arten der Sternbüsche, Wandelröschen, des Schwarzen Nachtschattens und des Peruanischen Pfefferbaums. Er pickt außerdem an Erdbeeren, Himbeeren und Weintrauben und frisst die Knospen und Blätter bestimmter Ampferarten. Gelegentlich jagt er auch fliegende Termiten. Er frisst außerdem Ameisen, Käfer, die Larven von Heuschrecken sowie Raupen.
Das Gelege wird 14 Tage lang vom Weibchen bebrütet. Während der ersten Bruttage verlässt sie noch verhältnismäßig häufig das Nest, mit zunehmender Brutdauer werden die Brutpausen jedoch zunehmend kürzer. Das Männchen bringt in dieser Zeit häufig Nahrung herbei, das Weibchen bettelt mit zitternden Flügel und pickt ihm das Futter in kleinen Mengen aus dem Schnabel. Die frisch geschlüpften Küken werden vom Weibchen während der ersten drei Tage fast ununterbrochen gehudert. An der Fütterung der Jungen beteiligt sich auch das Männchen mit zunehmender Intensität. Die Nestlingszeit beträgt 15 bis 16 Tage. Die Jungvögel verbleiben etwa vier Wochen im Familienverband.

## Innere Systematik
Es werden zwei Unterarten unterschieden:
- die Nominatform Crithagra citronelloides citronelloides kommt im Hochland von Eritrea und Äthiopien vor.
- die Unterart Crithagra citronelloides kikuyensis ist im Hochland von Kenia verbreitet. Das Männchen dieser Unterart unterscheidet sich von denen der Nominatform durch den breiteren Überaugstreifen. Die Körperoberseite ist außerdem grünlicher als bei der Nominatform und weist auffälligere Längsstreifen auf. Das Weibchen ist etwas bräunlicher.

## Einzelbelege
1. ↑  Fry et al., S. 460
2. ↑  Fry et al., S. 460–461
3. 1 2 3  Fry et al., S. 462.